# Ophiogomphus mainensis
Ophiogomphus mainensis är en trollsländeart. Ophiogomphus mainensis ingår i släktet Ophiogomphus och familjen flodtrollsländor.

## Underarter
Arten delas in i följande underarter:
- O. m. mainensis
- O. m. fastigiatus